# Трашиганг
Трашиганг (на дзонгкха: བཀྲ་ཤིས་སྒང་རྫོང་ཁག) е един от 20-те окръга на Бутан. Населението му е 45 518 жители (по преброяване от май 2017 г.), а площта 2198 кв. км. Намира се в часова зона UTC+6. ISO 3166 – 2 кодът му е BT-41.